# Jure Pelivan
Jure Pelivan (Livno, 1. prosinca 1928. – Split, 18. srpnja 2014.) bio je hrvatski bosanskohercegovački ekonomist i političar te prvi predsjednik Vlade SR BiH, odnosno RBiH između siječnja 1990. i studenog 1992.

## Komunističa Jugoslavija
Pelivan je bio istaknuti dužnosnik u SR BiH, no obnašao je isključivo stručne dužnosti iz oblasti gospodarstva. Prije rata radio je deset godina u Filijali Narodne banke SR BiH u Livnu. Nakon prelaska u Sarajevo, radio je kao ravnatelj odjela, a potom kao viceguverner, zamjenik guvernera te konačno kao guverner Narodne banke SR BiH.

## Na čelu Vlade
Pridružio se HDZ-u BiH nakon njegovog osnivanja 1990. Na općim izborima 1990. pobijedile su nacionalne stranke, HDZ BiH, SDA i SDS. Potom je Narodna skupština 20. prosinca 1990. izabrala Pelivana za prvog predsjednika Vlade. Pelivan je također, dan poslije, postao član Predsjedništva SR BiH. Na dužnosti predsjednika Vlade ostao je do 9. studenog 1992., kada je dao ostavku. Zamijenio ga je Mile Akmadžić, također iz HDZ-a BiH.
U vrijeme njegovog predsjedanja vladom počeo je rat u Bosni i Hercegovini. U Vinjanima kod Posušja 18. rujna 1991., skupina Hrvata napala je jugoslavenski vojni transport, u kojemu je poginulo dvoje vojnika. Tijekom rujna i listopada 1991. Hrvati u srednjoj Bosni više su puta zaustavljali konvoje JNA. Korpusi JNA pristigli u Hercegovinu bili su glavna udarna snaga u vrijeme napada na Dubrovnik u sklopu kojeg su uništena 22 hrvatska sela i naselja u južnoj Hercegovini, među kojima je najveće bilo selo Ravno. Na sjednici Vlade održanoj 9. listopada 1991., odlučeno je da SR BiH mora ostati neutralna "u ratu koji se vodi na jugoslavenskim prostorima".
Pelivan je u Narodnoj skupštini SR BiH u listopadu 1991. podnio izvješće o mjerama vlade na očuvanju pravne sigurnosti i integriteta BiH. Rekao je da se BiH nalazi u "velikim političkim i egzistencijalnim neizvjesnostima", da su državljani u strahu, te da postoji opasnost da se rat "koji se vodi na području Republike Hrvatske prenese i u Bosnu i Hercegovinu". Upozorio je na problem različitih oružanih skupina, destabilizaciju i eroziju državnih institucija, strah i ratnu psihozu, no prešutio je činjenicu da se na području BiH već vode borbe u kojima su ubijeni civili i uništena sela. Štoviše, Pelivan je rekao da na tlu BiH "nisu vođeni, barem ne veći oružani sukobi". Njegova vlada prešutjela je stradanje Hrvata u jugoistočnoj Hercegovini.
Pelivanova vada gubila je vlast u većem dijelu Bosne i Hercegovine, tako da je postala neučinkovita na područjima gdje su Hrvati i Srbi bili većinsko stanovništvo. Istovremeno se stvorila "paralelna vlada" kojoj je na čelu bio Alija Izetbegović, a njezin izvršitelj Ejup Ganić, što je uvelike otežavalo djelotovornost Pelivanove vlade.
Dok je bio na čelu Vlade, Pelivan je kritizirao pokušaje Armije RBiH pod vodstvom generala Sefera Halilovića da stvaraju i oblikuju državnu politiku. Kritizirao je Halilovića i Ejupa Ganića, tada člana Predsjedništva, zbog načina vođenja Armije RBiH od strane muslimanskog vodstva bez prisustva Hrvata.

## Nakon rata
Nakon rata, Pelivan je imenovan članom prvog sastava Upravnog odbora Centralne banke BiH 30. listopada 1996., zajedno s drugom dvojicom bosanskohercegovačkih članova, Manojlom Ćorićem i Kasimom Omičevićem. Bio je aktivan na uvođenju konvertibilne marke kao državne valute, u početku vezane za njemačku marku, a od 1. siječnja 2002. za euro. U Upravnom odboru je radio do 2005., nakon čega je postao član Revizijskog odbora Centralne banke BiH. U mirovinu je otišao u listopadu 2007., nakon čega se preselio u obiteljsku kuću u Splitu, gdje je i umro.